# Canthophorus dubius
Canthophorus dubius este o specie palearctică de ploșnițe din familia Cydnidae, care se găsește în pajiști, pe plante sau la baza plantelor, preferă speciile de măciulii (Thesium), mai rar apare pe alte plante: pelin (Artemisia), jale (Salvia), cimbru de câmp (Thymus)   etc. În România este frecventă, mai ales în Transilvania.

## Răspândire geografică
Este o specie specie palearctică răspândită în Europa, Asia și Africa de Nord. 
A fost găsită în Albania, Algeria (?), Austria, Belgia, Bosnia și Herțegovina, Bulgaria, Croația, Cipru (?), Republica Cehă, Egipt (?), Finlanda, Franța, Germania, Marea Britanie, Grecia, Ungaria, Iran, Israel, Italia, Lituania (?), Macedonia, Madeira , Republica Moldova, Polonia, România, Rusia (în nord vestul Caucazului), Slovacia, Slovenia, Spania, Suedia, Elveția, Siria (?), Turcia, Ucraina, Iugoslavia 

## Ecologie

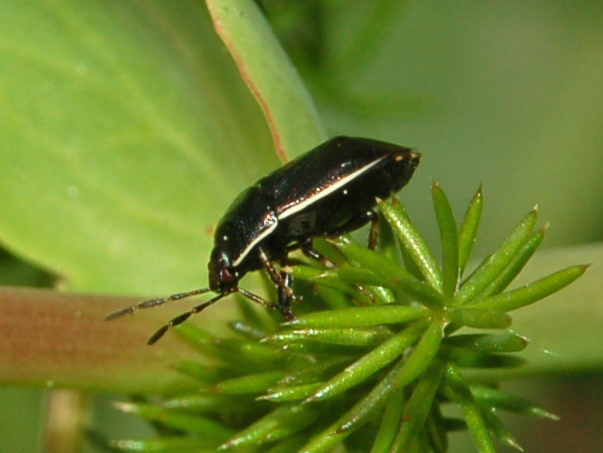
Canthophorus dubius – Aspect lateral

Trăiesc în zonelor de silvostepă și stepă, se limitează la pajiști, poieni situate printre pădurile și dumbrăvile rare de mesteceni, pârloage. Se găsesc pe plante sau la baza plantelor. Insectele adulte și larve sunt trofic asociate cu speciile de măciulii (Thesium), mai rar cu alte plante: pelin (Artemisia), jale (Salvia), cimbru de câmp (Thymus) etc. Iernează insectele adulte.  Din locuirile de iernare ploșnițele ies în luna mai.

## Morfologie externă
Lungimea corpului 6-8 mm, lățimea corpului 3,5-4,5 mm. Corpul oval, negru sau albastru închis, uneori verde metalizat, punctat, marginile protoracelui, parțile laterală ale elitrelor și o maculă pe vârful conexivumului sunt albe, membrana elitrelor de culoare albă sau neagră. Antenele negre cu articolul al doilea mai mic decât al treilea.  Picioarele sunt negre. Pronotul cu un șanț evident, slab adâncit.

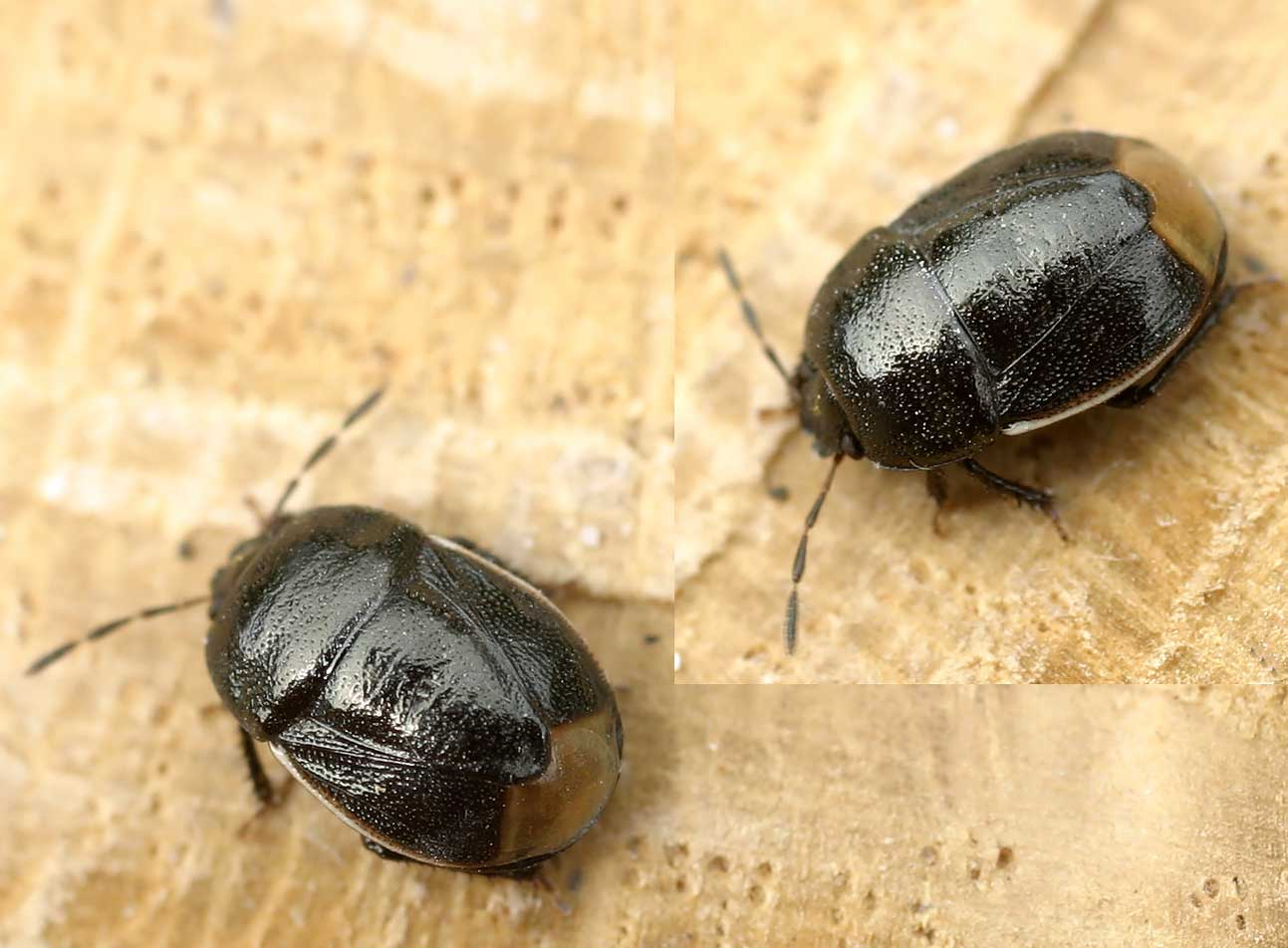